# Monte Zaccar
Il monte Zaccar (dal berbero azaikour, che significa "vetta") è, con i suoi 1 550 metri sul livello del mare, il punto più alto della catena del Dahra in Algeria. 
Si trova a nord di Miliana, che è costruita sulle sue pendici.